# Haus Settegast
Das Haus Settegast befindet sich an der Lantzallee 24 in Düsseldorf-Lohausen. Es wurde 1930 nach Plänen des Architekten Fritz Becker im Stil der Neuen Sachlichkeit erbaut. Der Architekt verstand dabei „unter Neuer Sachlichkeit nicht kubistische Formexperimente, sondern eine zweckdienliche Organisation des Grundrisses eines Hauses in Verbindung mit seinem Garten“. Der Bau stellt „eines der besten und progressivsten“ Arbeiten Fritz Beckers dar.
Der Bau ist ein geschlossener, zweigeschossiger Block. Dieser erscheint flachgedeckt, hat aber in Wahrheit ein flaches Walmdach. Das Walmdach ist von der Straße und vom Garten her nicht zu sehen. Der Grundriss des Hauses ist fast quadratisch, flankiert von einer Garage in Kubus-Form.